# Bergischer Dreiklang

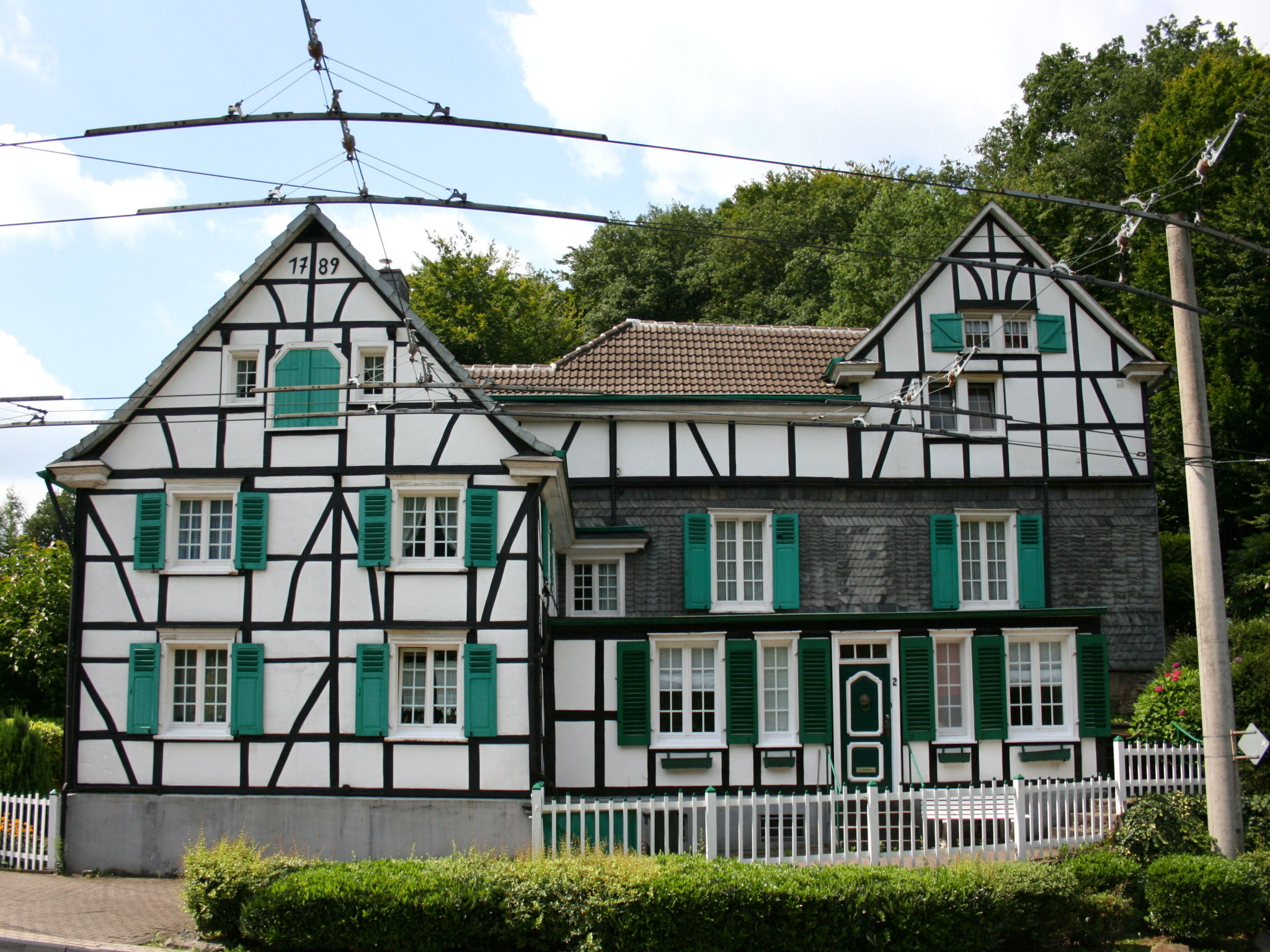
Typische Farbkombination bei einem Haus in Solingen

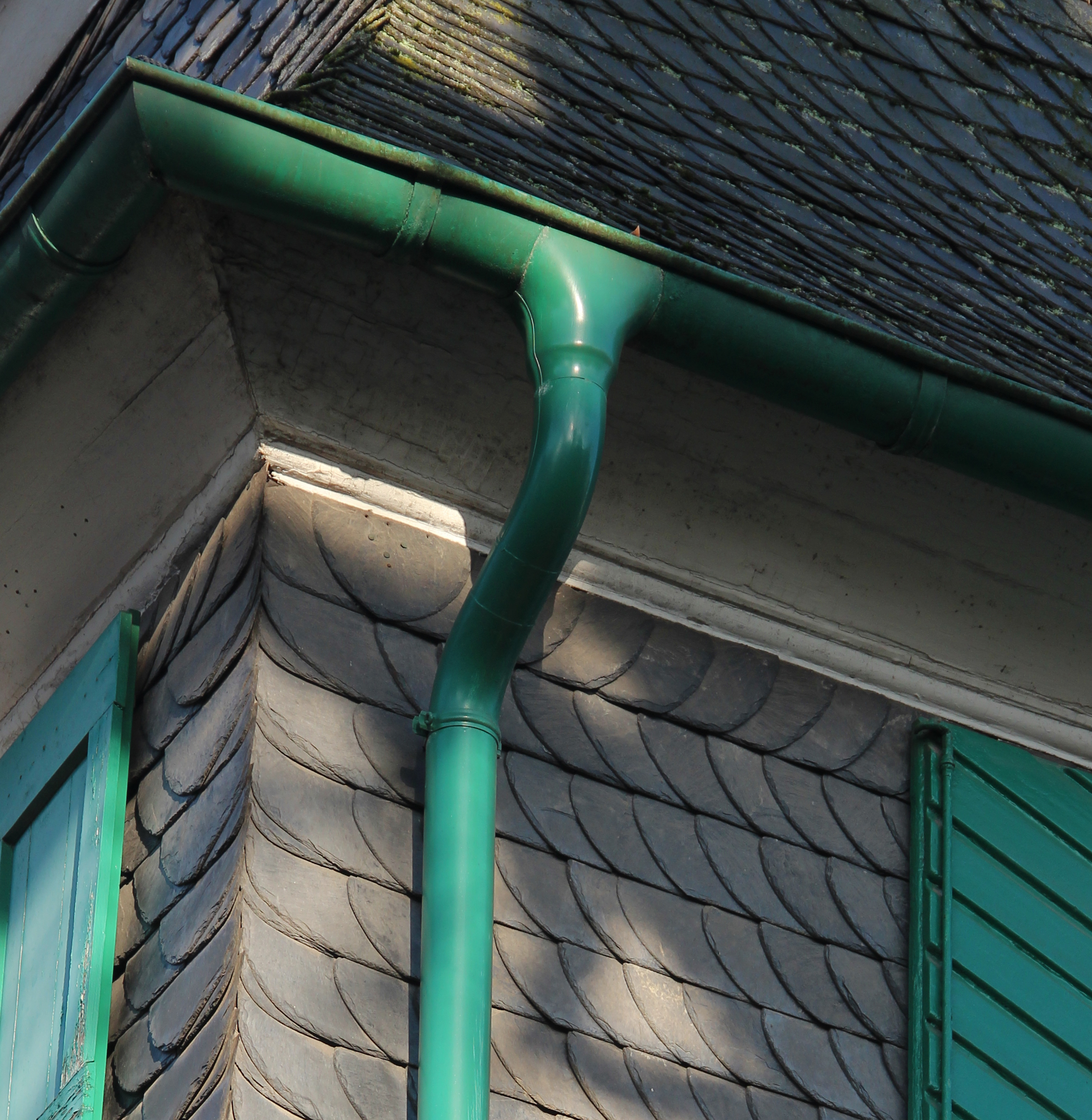
Fallrohr und Regenrinne in bergisch Grün

Mit dem Bergischen Dreiklang bezeichnet man die typische Farbkombination in der Architektur im Bergischen Land in Nordrhein-Westfalen.

## Weiß - Grün - Schwarz
Die Kombination besteht aus dem schwarzen Fachwerkbalken, weißen Gefachen, strahlend weißen Fenster- und Türrahmen und bergisch-grünen Türen und Holzschlagläden. Häufig werden auch andere Elemente, insbesondere Regenrinnen und Fallrohre, grün gestrichen. Teilweise kann das weiße Gefache allerdings auch mit grau-schwarzem Schiefer (um 1750 eingeführt) zugedeckt und daher nicht sichtbar sein.

## Bergisch Grün
Die als Bergisch Grün bezeichnete Farbe trägt nach dem RAL-Farbsystem die Nr. 6005.
| Bergisch Grün            | RAL 6005          |
| Bergisch Grün - hell     | RAL 6024          |
| Bergisch Grün - dunkel   | RAL 6004          |
| Bergisch Grün - Mischung | RAL 6026 und 6029 |

Bei denkmalgeschützten Häusern achtet die Untere Denkmalbehörde in den bergischen Städten darauf, dass bei Fassadenarbeiten diese Farbe verwendet wird. Remscheid legt beispielsweise für seinen historischen Ortskern Lüttringhausen die Farben Bergischgrün-hell (RAL 6024) und Bergischgrün-dunkel (RAL 6004) fest. In der niederbergischen Stadt Mettmann war  bis 2024 eine Mischung zweier Farbtöne vorgeschrieben (RAL 6026 und 6029)., aber da RAL 6016 der Mischung aus RAL 6026 und RAL 6029 entspricht, hat das Bauamt der Stadt Mettmann entschieden, dass RAL 6016 auch zulässig ist. 